# (32845) 1992 FU1
1992 أف يو 1 (ويعرف أيضًا باسم (32845) 1992 أف يو 1 وفق تسمية الكوكب الصغير) (بالإنجليزية: 1992 FU1)‏ هو كويكب ضمن حزام الكويكبات؛ وترتيبه 32845 من حيث الاكتشاف.
اكتُشف هذا الجُرم الفلكي بواسطة هيروشي كانيدا في 26 مارس 1992.

## وصلات خارجية
- (32845) 1992 FU1 في قاعدة بيانات مختبر الدفع النفاث لأجرام النظام الشمسي الصغيرة

- الاكتشاف · مخطط المدار ·  العناصر المدارية · المعلمات المادية

- (32845) 1992 FU1 على موقع ويكي سكاي: DSS2, SDSS, GALEX, IRAS, Hydrogen α, X-Ray, Astrophoto, Sky Map, Articles and images